# Steve Currie
Steve Currie (19 de mayo de 1947, Grimsby, Inglaterra-28 de abril de 1981, Algarve, Portugal) fue un músico inglés, conocido por ser el bajista de la banda T. Rex entre los años 1970 a 1976.

## Historia
Durante sus años de estudio en la escuela técnica de Grimsby formó junto a amigos la agrupación The Rumble Band, en donde se desempeñó como bajista. Sin embargo, su carrera musical comenzó en 1970 cuando se integró a la banda T. Rex, conformada por ese tiempo por Marc Bolan y Mickey Finn.
Su primera aparición en producciones musicales del grupo fue en el sencillo «Hot Love» de 1971 y desde entonces participó como miembro activo en los álbumes de estudio de la agrupación hasta el disco Futuristic Dragon de 1976. En 1977, se retiró y fue reemplazado por Herbie Flowers. Tras dejar a T. Rex, participó como músico de sesión junto al artista británico Chris Spedding y la banda Wreckless Eric.
Falleció el 28 de abril de 1981, en un accidente mientras conducía su vehículo hacia su casa cerca de Algarve en Portugal. Fue el tercer integrante de la banda en morir después de Steve Peregrin Took (1980) y Marc Bolan, ocurrido cuatro años antes. Con las posteriores muertes de los otros integrantes del grupo, Mickey Finn y Dino Dines. Se colocó una placa en honor a la trayectoria de T. Rex, en el sitio de muerte de Bolan, conocido como Bolan Rock's Shrine.

## Discografía
| - 1971: Electric Warrior - 1972: The Slider - 1973: Tanx - 1974: Zinc Alloy and the Hidden Riders of Tomorrow - 1975: Bolan's Zip Gun - 1976: Futuristic Dragon | - 1978: Wreckless Eric - 1980: Big Smash! - 1979: Guitar Graffiti |